# Jan Royé

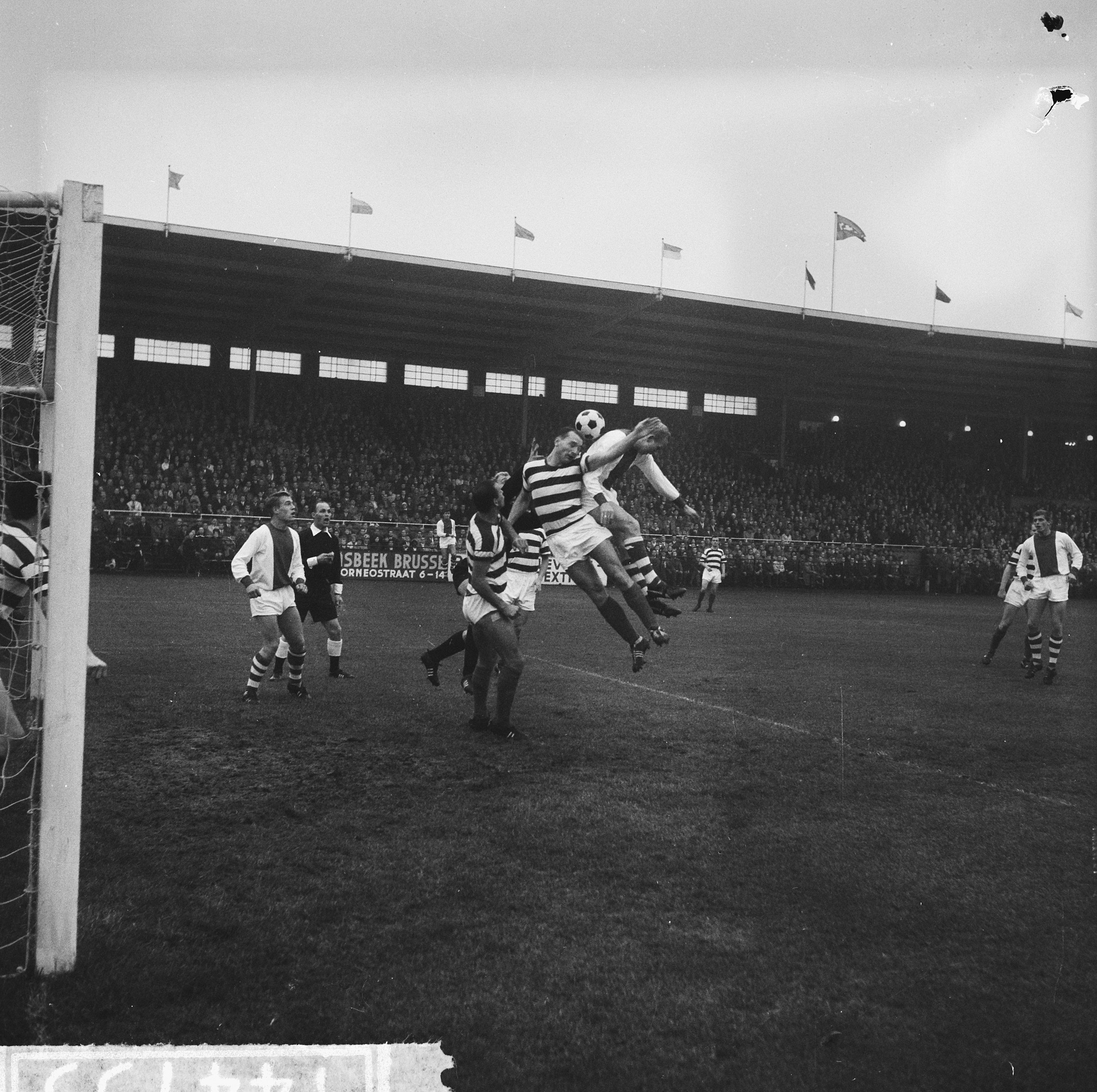
Kopduel Henk Groot en Jan Roye 4 november 1962

Johan Herman (Jan) Royé (Amsterdam, 22 maart 1936 – onbekend, 11 maart 2023) was een Nederlands voetballer. Hij was linksback bij de proftak van FC Blauw-Wit Amsterdam.
Zijn in 1922 getrouwde ouders Johan Herman Royé (Roijé) en Johanna Geertruida de Harde voerden een textielwinkel in de Tweede Lindendwarsstraat 5. Hijzelf was sinds 1958 gehuwd met Willy Weverink, die hij leerde kennen op de kweekschool. Het echtpaar kreeg een zoon (Jan) en een dochter (Jacqueline). Jans zus Johanna Maria Roijé huwde met voetballer Herman van Raalte.
Royé groeide op in de Jordaan; eerst aan de Goudsbloemstraat, vanaf 1940 aan genoemde Lindendwarsstraat. Zijn voetballoopbaan bevond zich rond 1960. Hij speelde in het voetbalteam dat in 1961/1962 de derde plaats behaalde in de Eredivisie. De top 3 bestond toen uit Feyenoord, PSV; AFC Ajax werd vierde op twee punten van Blauw-Wit. Het was wel een uitschieter, na dat seizoen zakte de ploeg snel weg naar puur amateurclub. Royé stond bekend als schaver, een type die glijdend dan wel staand niemand ontziend een sliding uitvoerde. Herman van Raalte typeerde hem met

Waar Jan Royé heeft gespeeld, kan nooit meer een paard grazen.

Hij werd wel gezien als een van de wingbacks, vleugelverdediger die “hoog op het veld’ staat; het woord bestond toen nog niet. Collegae uit dat team werden veel bekender dan Royé. Hij speelde onder meer met Barry Hughes, Martin Koeman en Erwin Sparendam. Thuiswedstrijden werden gespeeld in het Olympisch Stadion, alwaar Royé wel tegenover Coen Moulijn en Sjaak Swart en aldus de foto Henk Groot speelde. Royé maakte de teloorgang van Blauw-Wit mee, maar ook de wederopstanding binnen het amateurvoetbal (van laagste klasse naar hoofdklasse). Hijzelf ging van professioneel voetballer naar amateurvoetballer, werd veteraanvoetballer (tot zijn zestigste), elftalbegeleider, bestuurslid en uiteindelijk erelid.
Van voetballen kon je toen nog niet leven. Royé voerde net als zijn ouders een textielwinkel; in eerste instantie de winkel van zijn ouders. Later stond hij op dagmarkten in Haarlem en Wormerveer.
Van Royé is bekend dat hij graag gangmaker was op feestjes en partijen; hij kreeg feestjes op gang met liedjes spelen op een Hohnermondharmonica; een muziekinstrument dat hem ook in zijn laatste levensuren plezier bracht.
In 2022-2023 verloor Royé de strijd tegen kanker met uitzaaiingen. Hij koos daarbij voor euthanasie, vlak nadat hij zijn mondharmonica had neergelegd. Jan Royé werd op 17 maart gecremeerd.